# New Orleans Saints 1999
La stagione 1999 dei New Orleans Saints è stata la 33ª della franchigia nella National Football League. Con un record di 3-13 la squadra si classificò all'ultimo posto della propria division, mancando i playoff per il settimo anno consecutivo nella terza e ultima stagione di Mike Ditka come capo-allenatore che fu licenziato a fine anno insieme a tutto il suo staff e al general manager Bill Kuharich.
Nel Draft NFL 1999 i Saints cedettero tutte le loro scelte ai Washington Redskins per salire in posizione utile a scegliere il running back vincitore dell'Heisman Trophy Ricky Williams.

## Scelte nel Draft 1999
| Scelte dei Saints nel Draft 1999               |        |                  |       |         |
| Giro                                           | Scelta | Giocatore        | Ruolo | College |
| 1                                              | 5      | Ricky Williams * | RB    | Texas   |
| * Convocato per almeno un Pro Bowl in carriera |        |                  |       |         |

## Roster
| Roster dei New Orleans Saints nel 1999 |
| --- |
| Quarterback - 9 Jake Delhomme - 12 Billy Joe Hobert - 11 Billy Joe Tolliver - 7 Danny Wuerffel Running Back - 32 Aaron Craver FB - 28 Troy Davis - 33 Wilmont Perry - 37 Dino Philyaw KR - 40 Marvin Powell - 26 Lamar Smith - 34 Ricky Williams Wide Receiver - 89 Brett Bech - 81 Lawrence Dawsey - 80 P.J. Franklin - 88 Andre Hastings - 82 Eddie Kennison PR - 83 Keith Poole Tight End - 85 Cameron Cleeland - 84 Scott Slutzker - 47 Josh Wilcox FB Offensive Linemen - 69 Tom Ackerman G/C - 62 Jerry Fontenot C - 86 Kendall Gammon C - 65 Chris Naeole G - 77 Willie Roaf T - 78 Daryl Terrell T - 68 Kyle Turley T - 63 Wally Williams G/C Defensive Linemen - 97 La'Roi Glover DT - 79 Mike Halapin DT - 96 Uhuru Hamiter DE - 93 Wayne Martin DT - 99 Darren Mickell DE - 64 Robert Newkirk DT - 95 Austin Robbins DT - 91 Brady Smith DE - 90 Jared Tomich DE/DT - 98 Willie Whitehead DE Linebacker - 54 Ink Aleaga - 56 Chris Bordano - 51 Phil Clarke - 55 Mark Fields - 59 Keith Mitchell - 50 Kevin Mitchell - 52 Vinson Smith - 92 Troy Wilson Defensive Back - 43 Ashley Ambrose CB - 30 Je'Rod Cherry S - 42 Willie Clay S - 22 Tyronne Drakeford CB - 36 Corey Harris CB - 23 Chris Hewitt S - 44 Rob Kelly S - 29 Sammy Knight S - 21 Earl Little S - 25 Alex Molden CB - 24 Fred Weary CB Special Team - 10 Doug Brien K - 6 Tommy Barnhardt P |
| Legenda - I rookie sono in corsivo. - Il primo ruolo è il principale mentre gli eventuali successivi indicano i ruoli secondari. - (IR) sta per Injured Reserve ed indica la lista ristretta per un solo giocatore infortunato che può tornare ad allenarsi dopo la settimana 6 e a rientrare in prima squadra dopo che questa ha giocato 8 partite. - (NF-Inj.) / (NF-Ill.) stanno rispettivamente per Non-Football Injured e Non-Football Illness ed indicano le liste dove viene inserito un giocatore che ha un infortunio o una malattia non dipendente dal football americano. - (PUP) sta per Physically Unable to Perform ed indica la lista dove viene inserito un giocatore mentre è in attesa di recuperare la condizione fisica. Nella stagione regolare dopo la sesta partita giocata dalla propria squadra, il giocatore ha tempo tre settimane per riprendere ad allenarsi, più tre settimane aggiuntive dal suo rientro agli allenamenti per rientrare in prima squadra. |

## Calendario
| Stagione regolare |                         |                    |
| Turno             | Avversario              | Risultato          |
| 1                 | Carolina Panthers       | V 19–10            |
| 2                 | at San Francisco 49ers  | S 21–28            |
| 3                 | Settimana di pausa      | Settimana di pausa |
| 4                 | at Chicago Bears        | S 10–14            |
| 5                 | Atlanta Falcons         | S 17–20            |
| 6                 | Tennessee Titans        | S 21–24            |
| 7                 | at New York Giants      | S 3–31             |
| 8                 | Cleveland Browns        | S 16–21            |
| 9                 | Tampa Bay Buccaneers    | S 16–31            |
| 10                | San Francisco 49ers     | V 24–6             |
| 11                | at Jacksonville Jaguars | S 23–41            |
| 12                | at St. Louis Rams       | S 12–43            |
| 13                | at Atlanta Falcons      | S 12–35            |
| 14                | St. Louis Rams          | S 14–30            |
| 15                | at Baltimore Ravens     | S 8–31             |
| 16                | Dallas Cowboys          | V 31–24            |
| 17                | at Carolina Panthers    | S 13–45            |

Nota: gli avversari della propria division sono in grassetto

## Classifiche
| NFC West            |    |    |   |      |     |      |     |
|                     | V  | S  | P | %    | DIV | CONF | STR |
| (1) St. Louis Rams  | 13 | 3  | 0 | .813 | 526 | 242  | S1  |
| Carolina Panthers   | 8  | 8  | 0 | .500 | 421 | 381  | V1  |
| Atlanta Falcons     | 5  | 11 | 0 | .313 | 285 | 380  | V2  |
| San Francisco 49ers | 4  | 12 | 0 | .250 | 295 | 453  | S3  |
| New Orleans Saints  | 3  | 13 | 0 | .188 | 260 | 434  | S1  |